# Herman Soliz
Herman Soliz Salvatierra (Montero, Bolivia; 14 de julio de 1982) es un futbolista boliviano. Juega como defensa o centrocampista.

## Clubes
| Club                   | País    | Año         |
| ---------------------- | ------- | ----------- |
| La Paz F. C.           | Bolivia | 1998        |
| The Strongest          | Bolivia | 1999        |
| Mariscal Braun         | Bolivia | 2000        |
| The Strongest          | Bolivia | 2001 - 2004 |
| Blooming               | Bolivia | 2005 - 2006 |
| The Strongest          | Bolivia | 2006 - 2007 |
| Blooming               | Bolivia | 2008        |
| The Strongest          | Bolivia | 2009 - 2010 |
| Universitario de Sucre | Bolivia | 2011 - 2012 |
| La Paz F. C.           | Bolivia | 2012        |
| Guabirá                | Bolivia | 2013 - 2014 |
| Universitario de Pando | Bolivia | 2014 - 2015 |
| Real Potosí            | Bolivia | 2015 - 2018 |